# شهرستان مورا (نیومکزیکو)
شهرستان مورا، نیومکزیکو (به انگلیسی: Mora County, New Mexico) یک سکونتگاه مسکونی در ایالات متحده آمریکا است که در نیومکزیکو واقع شده‌است.

## خصوصیات
شهرستان مورا ۵٬۰۰۶٫۴۸ کیلومترمربع مساحت دارد.